# Oren
Oren (em hebraico:  אורן) é uma palavra hebraica que significa pinheiro. No Tanakh, a bíblia hebraica, Oren é o filho de Jerahmeel.
Na língua hebraica, o nome Oren pode ser usado como prenome, por exemplo em Oren Peli (אורן פלאי) ou como sobrenome, por exemplo em Michael Oren (מיכאל אורן).